# Karl Wilhelm Bonsac

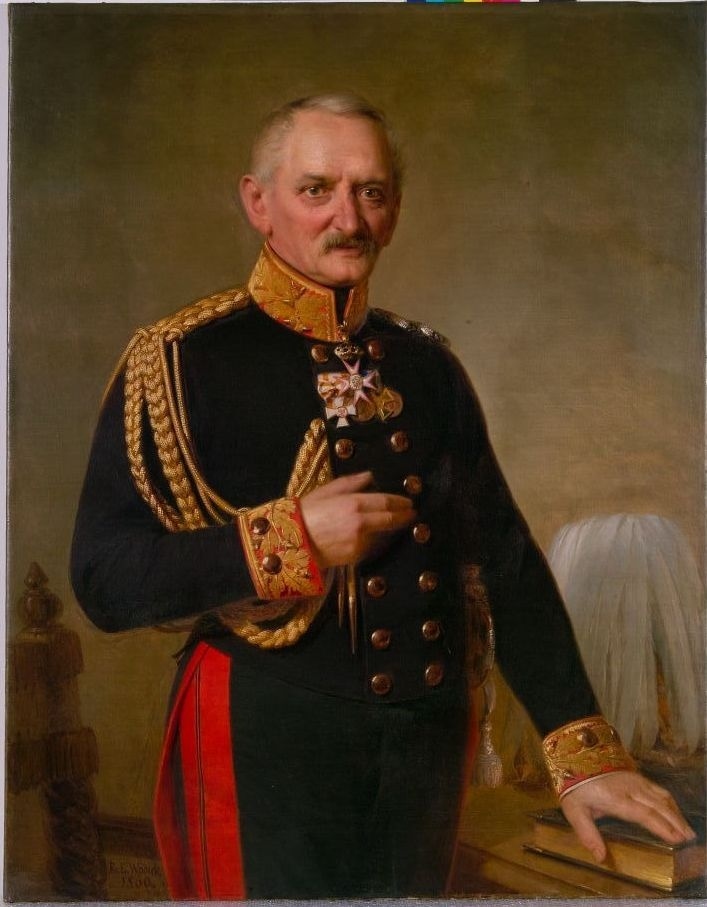
Karl Wilhelm Bonsac (1791–1864)

Karl Wilhelm Bonsac (* 16. September 1791 in Aken; † 9. August 1864 in Magdeburg) war ein preußischer Generalmajor.

## Leben

### Herkunft
Bonsac war ein Nachkomme hugenottischer Flüchtlinge. Er war der Sohn des Predigers in Aken und Konsistorialrates Christian Friedrich Bonsac und dessen Ehefrau Dorothea Henriette, geborene Benecke.

### Militärkarriere
Bonsac trat 1808 in westphälische Dienste, wurde 1810 Souslieutenant im 1. Husaren-Regiment und stieg bis 1812 zum Kapitän auf. Nach der französischen Niederlage bei Leipzig brach das Königreich Westphalen im Oktober 1813 zusammen und auch die Armee löste sich auf. Bonsac wechselte in preußische Dienste und wurde am 4. Mai 1815 als Premierleutnant im 4. Elb-Landwehr-Infanterie-Regiment angestellt. Mitte März 1815 wurde er als Kompanieführer in das 3. Elb-Landwehr-Infanterie-Regiment versetzt. Während des Sommerfeldzuges kämpfte er 1815 in den Schlachten bei Ligny und Waterloo sowie den Belagerungen von Philippeville, Givet und Mézières.
Nach dem Krieg wurde Bonsac am 17. März 1816 als Kapitän dem 33. Infanterie-Regiment aggregiert und am 10. April 1816 in das Berliner Garde-Landwehr-Bataillon versetzt. Von dort kam er am 11. August 1820 in das III. Bataillon des 2. Garde-Landwehr-Regiments. Es folgten vom 20. Juli 1823 bis zum 29. März 1826 Verwendungen im I. Bataillon des 2. Garde-Landwehr-Regiments und anschließend im 16. Infanterie-Regiment. Nach seiner Beförderung zum Major erhielt Bonsac Ende März 1834 das Kommando über das I. Bataillon im 27. Landwehr-Regiment. Er kam am 30. März 1838 in das 26. Infanterie-Regiment und avancierte Anfang April 1842 zum Oberstleutnant. Am 2. November 1844 beauftragte man ihn zunächst mit der Führung des 17. Infanterie-Regiments, beförderte Bonsac in dieser Stellung am 22. März 1845 zum Oberst und ernannte ihn am 15. August 1845 zum Regimentskommandeur. Am 2. Januar 1849 erfolgte seine Versetzung als Kommandeur der 12. Infanterie-Brigade nach Neisse und am 6. Februar 1849 wurde er dem 17. Infanterie-Regiment aggregiert. Unter Verleihung des Charakters als Generalmajor nahm Bonsac am 15. April 1851 seinen Abschied mit Pension.
Er verstarb am 9. August 1864 in Magdeburg.

### Familie
Bonsac heiratete am 2. März 1828 in Magdeburg Karoline Emma Voigtel (1806–1860), die Tochter des Medizinalrates Friedrich Wilhelm Voigtel (1767–1844). Aus der Ehe ging u. a. der Sohn Friedrich Wilhelm Carl Heinrich hervor, der sich mit Marie Boisly, der Tochter eines Tuchfabrikanten verheiratete.